# Claude-Pierre Molard
Cet article possède un paronyme, voir Claude Mollard.
Pour les articles homonymes, voir Molard.
Claude-Pierre Molard, né le 6 juin 1759 au hameau des Cernoises, Les Bouchoux, et mort le 13 février 1837 à Paris, est un mécanicien français.

## Biographie
Il est le frère d'Emmanuel-François Molard.
Il a suivi les cours du collège de Saint-Claude puis du grand séminaire de Saint-Irénée, à Lyon, où il a été chargé de l'entretien des machines du cabinet de physique.
Entre 1782 et 1784, il a été un employé au corps du génie du régiment de La Fère Artillerie. Il trouve dans l'hôtel de l'école régimentaire des conditions de travail lui permettant de se former, avec un professeur enseignant le dessin, l'art des fortifications et de la construction des bâtiments. Il se rend à Paris en 1785 où sa famille souhaite qu'il se forme à la médecine. Il rencontre Corvisart et Dussault. Mais il est attiré par la mécanique et l'hydraulique. Il se rapproche alors de Monge et de son élève Prony. Bien qu'il ne cite jamais les travaux de chimie de Lavoisier, il a eu des contacts avec les élèves de Berthollet et des relations amicales avec Welter et Descroisilles. Il s'est intéressé à la métallurgie du fer et de l'acier. Il a travaillé avec des collaborateurs de Lavoisier : Hassenfratz, Seguin et Gingembre.
Grâce à ses relations, il a rencontré A.-T. Vandermonde, gardien du dépôt des machines de Vaucanson, membre de l'académie royale des sciences, commissaire de l'administration du commerce, et à ce titre, il doit expertiser les machines nouvelles dans les ateliers de Paris. Molard est devenu en 1786 dessinateur et démonstrateur au cabinet des machines de Vaucanson, à l'hôtel de Mortagne. Il y est resté jusqu'en 1791. Il s'est particulièrement intéressé à l'agriculture, à l'économie politique et la médecine pratique. Vandermonde va choisir Molard comme assistant et lui permet d'accroître ses connaissances en technologie, en mécanique, de développer son jugement sur les inventions mécaniques, la formation des mécaniciens et le rôle des machines dans le développement de l'économie manufacturière. Il va intervenir dans des expertises en contrefaçon lors de contestations entre marchands lyonnais.
Au dépôt des machines de Vaucanson il s'est formé avec empressement au métier de démonstrateur. Il a pu se former auprès des ouvriers de Vaucanson, le menuisier tourneur Pierre bulot, et le mécanicien Philippe-Salomon Rosa. En 1786, il s'intéresse au moulin à tirer la soie. En 1790, à la demande du gouvernement, il s'intéresse au rouissage du chanvre et se rend à Amiens pour apprendre le tour de main du peignage. Amorcé en 1786, importante en 1790, le marasme de l'industrie de la soie l'amène à s'intéresser au coton. Les Anglais sont les maîtres de cette industrie. Il va se mettre à l'école des mécaniciens ses spécialiste anglais installés en France pour dessiner et décrire les machines à filer et à tisser le coton. Il va se lier d'amitié avec les Milne, père, fils et oncle, constructeurs de machines à coton anglais installés en France, , John Mac Loud, importateur de la navette volante qui habite chez lui en 1792, Pickford qui monte ses métiers à tisser entre 1791 et 1793. L'administration du Commerce va mettre en concurrence toutes les machines à tordre le coton nouvellement construites. C.-P. Molard va aussi s'appliquer à simplifier les machines anglaises comme le montre le Mémoire par le sieur Molard ayant la direction des ouvriers employés au dépôt de l'hôtel de Mortagne indiquant les perfectionnements par lui apportés à diverses machines, notamment à la machine à filer le coton appelé jenny, avec lettre à M. Randon de La Tour, le priant de payer à M. Molard une gratification de 600 livres qui lui est accordée en récompense de ses travaux.
C.-P. Molard est resté attaché à son pays d'origine. Il est membre de la Société philosophique des Sciences et Arts utiles de Saint-Claude et correspondant de celle de Lyon. En 1791, il publie Mémoire où l'on fait un rapprochement de différentes machines concernant les manufactures qui ont été construites sur les dessins de M. Molard, membre de la Société philosophique des Sciences et Arts de Saint-Claude, correspondant de celle de Lyon et attaché au cabinet de l'Hôtel de Mortagne. 
C.-P. Molard a été un diffuseur du progrès technique par le dessin des machines. Il a été un collaborateur de l'Encyclopédie méthodique pour le Dictionnaire des arts et métiers. Il va suivre le travail de Roland de La Platière, inspecteur général des manufactures de la généralité de Lyon, pour la production d'une encyclopédie méthodique et par ordre de matières destinée aux techniciens. En 1787, il fournit les dessins des machines déposés à l'Hôtel de Mortagne pour les volumes de planches de l'Encyclopédie.
C.-P. Molard, comme A.-T. Vendermonde, est attaché aux principes révolutionnaires, en 1789. Les difficultés financières du nouveau régime vont entraîner le licenciement du personnel du dépôt des machines, dont C.-P. Molard, en décembre 1791.
En 1793, il est nommé comme membre de la Commission temporaire des arts, chargée de recueillir les objets de science et d'industrie manufacturière. Il va accumuler dans l'Hôtel de Mortagne une grande nombre d'échantillons, de modèles et de machines choisis dans les expositions successives des produits de l'industrie, ou dans la collection d'instruments d'horlogerie de Ferdinand Berthoud, ou dans le cabinet de physique de Charles. L'hôtel ne suffisant plus, il a alors été décidé de déposer toutes les pièces dans l'ancienne abbaye Saint-Martin. Il a été le premier directeur du Conservatoire national des arts et métiers en 1800, jusqu'en 1817. Son frère lui a succédé à la direction du Cnam. Il y a créé une école de dessin destinée à la construction des machines et de tous les autres travaux industriels.
L'adaptation du prieuré Saint-Martin à ses nouvelles fonctions avait conduit à des suppressions de cloisons qui étaient nécessaires à la résistance de bâtiments. Pendant ses dernières années de fonction au Conservatoire, C.-P. Molard s'est attaché à renforcer les bâtiments du prieuré en y plaçant des tirants de fer. Pour faire ce travail, il a inventé une machine à percer des trous dans les murs les plus épais.
Il a été un inventeur de machines.
Il a été élu à l'Institut national (section de mécanique) le 8 mars 1815. Il a été membre de la Société d'encouragement, de la Société royale d'agriculture. Il a été un membre actif de ces institutions, produisant de nombreux mémoires.
Claude-Pierre Molard s'est marié le 29 juin 1811 avec Marie-Louise Delacroix (née en 1789) dont il a eu une fille qui a été peintre de fleurs.
Pendant les vingt dernières années de sa vie, il a souffert d'une maladie nerveuse qui a fait obstacle à ses travaux sans toutefois les interrompre.

## Publications
- avec Gilbert Romme, Jacques-Martin Cels, Philippe Victoire de Vilmorin, André Thouin, Antoine Augustin Parmentier, François-Noël-Alexandre Dubois, René Louiche Desfontaines, Jean-Baptiste de Monet de Lamarck, Jean-François Lefèvre, Philibert Chabert, Pierre Flandrin, Louis Michel Halbou, Jean-Jacques-François Le Barbier, Annuaire du cultivateur, pour la troisième année de la République, présenté le 30 Pluviôse de l'An II à la Convention nationale, qui en a décrété l'impression et l'envoi, pour servir aux écoles de la République; par G. Romme, représentant du peuple. Les citoyens qui ont concouru à ce travail, en communiquant les vérités utiles qu'ils doivent à leur experience et à leurs méditations sont : Cels, Vilmorin, Thouin, Parmentier, Dubois, Desfontaines, Lamark, Préaudaux, Lefevre, Boutier, Chabert, Flandrin, Gilbert, Daubenton, Richard et Molard, Imprimerie nationale, Paris, 1794-1795
- Programme des prix proposés par le Ministre de l'intérieur, pour le perfectionnement des machines à ouvrir, peigner, carder et filer la laine, Imprimerie des Sourds-Muets, Paris, 1801
- avec Jean-Antoine Chaptal, Antoine Mongez, Rapport sur les procédés chimiques et mécaniques employés par M. de Puymaurin fils, pour la fabrication des médailles de bronze moulées et frappées, Académie royale des sciences, 1823
- avec Pierre-Simon Girard, Rapport sur un mémoire de M. le Baron de Morogues intitulé, de l'Utilité des machines, de leurs inconvénients, et des moyens d'y remédier en assurant l'extension et les progrès de notre agriculture, Académie royale des sciences, 20 février 1832 (lire en ligne)
- Notice sur les diverses inventions de feu Jean-Pierre Droz, graveur-mécanicien, J. P. Jacob imprimeur, Versailles, 1823

## Distinction
- chevalier de la Légion d'honneur, le 18 août 1814[3]

### Biographie
- René Tresse, La jeunesse et l'initiation du mécanicien Claude-Pierre Molard de 1759 à 1791, p. 13-24, dans Revue d'histoire des sciences, 1971, Volume 24, no 1 (lire en ligne)
- Baron de Silvestre, Claude-Pierre Molard, p. 19-21, dans La France industrielle, manufacturière, agricole et commerciale, Paris, 1838 (lire en ligne)
- Funérailles de M. Molard. Discours de M. le baron Ch. Dupin prononcé le 15 février 1837, Académie royale des sciences, p. 4 (lire en ligne)
- Camille Dreyfus, Molard (Claude-Pierre), dans La Grande  encyclopédie, tome 24, p. 7, H. Lamirault, Paris, 1886-1902 (lire en ligne)